# Prémio Cultural Osamu Tezuka
O Prémio (português europeu) ou Prêmio (português brasileiro) Cultural Osamu Tezuka (手塚治虫文化賞, Tezuka Osamu Bunkashō) é um prémio concedido anualmente para o autor de melhor manga (série ou volume único) publicado. O prémio consiste num laço, uma estátua cuja forma é uma reminiscência de Astro Boy e um cheque de 2 000 000 ienes (cerca de 14 500 euros) pelo melhor manga e 1 000 000 ienes para as outras categorias. O prémio é entregue anualmente na cidade de Tóquio, Japão, patrocinado pelo jornal Asahi Shimbun.
O prémio foi nomeado em honra de Osamu Tezuka, criador de diversos mangas históricos e considerado o pai da banda desenhada japonesa, que recebeu a alcunha de "Deus do manga" (漫画の神様, manga no kamisama). Ele foi o presidente do júri encarregue de designar o Prémio Tezuka até a sua morte em 1989.

## Categorias
- Grande Prémio - É entregue a melhor obra do ano.
- Prémio de Criatividade - Para o autor que havia renovado o mercado de mangas com novas ideias e talentos.
- Prémio de História Curta - Pela excelente obra ou ao autor da história curta.
- Prémio Especial - Para a pessoa ou um grupo de pessoas que contribuíram notavelmente com a cultura japonesa.

## Vencedores

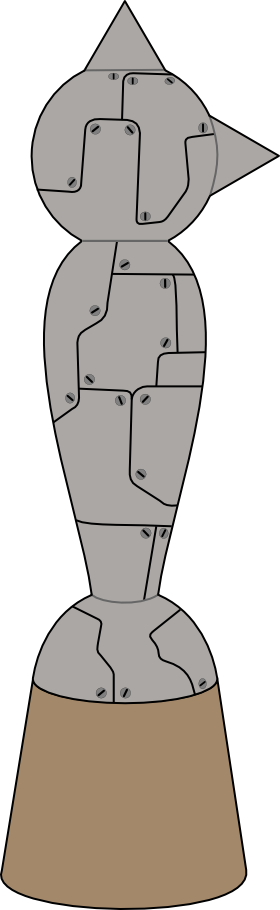
Estatueta do Prémio Cultural Osamu Tezuka.

### 1997
- Grande Prémio: Fujiko Fujio por Doraemon[1]
- Prémio de Excelência: Moto Hagio por Zankokuna Kami ga Shihai Suru[2]
- Prémio Especial: Toshio Naiki pela fundação e gestão da Biblioteca do Manga Moderno (Modern Manga Library)[3]

### 1998
- Grande Prémio: Jiro Taniguchi e Natsuo Sekikawa pela trilogia Bocchan No Jidai[4]
- Prémio de Excelência: Yūji Aoki por Naniwa Kin'yūdō[5]
- Prémio Especial: Shotaro Ishinomori pelos longos anos de contribuição com manga.[6]

### 1999
- Grande Prémio: Naoki Urasawa por Monster[7]
- Prémio de Excelência: Akira Sasō por Shindō[8]
- Prémio Especial: Fusanosuke Natsume pela excelente crítica de manga[9]

### 2000
- Grande Prémio: Daijiro Morohoshi por Saiyū Yōenden[10]
- Prémio de Excelência: Minetarō Mochizuki por Dragon Head[11]
- Prémio Especial: Frederik L. Schodt pelo serviço distinto em introduzir o manga japonês no mundo todo[12]

### 2001
- Grande Prémio: Reiko Okano e Baku Yumemakura por Onmyōji[13]
- Prémio de Excelência: Kotobuki Shiriagari por Yajikita in Deep[14]
- Prémio Especial: Akira Maruyuma pelo serviço valioso em apoiar os artistas de banda desenhada na casa Tokiwa[15]

### 2002
- Grande Prémio: Takehiko Inoue por Vagabond[16]
- Prémio de Excelência: Kentaro Miura por Berserk[17]

### 2003
- Grande Prémio: Fumiko Takano por Kiiroi Hon: Jakku Chibō To Iu Na No Yūjin[18]
- Prémio de Criatividade: Yumi Hotta e Takeshi Obata por Hikaru no Go[19]
- Prémio de História Curta: Hisaichi Ishii por Gendai Shisō no Sōnanshātachi[20]
- Prémio Especial: Shigeru Mizuki pelas imagens criativas e os longos anos de atividades[21]

### 2004
- Grande Prémio: Kyoko Okazaki por Helter Skelter[22]
- Prémio de Criatividade: Takashi Morimoto por Naniwadora ihon (Edição variante)[23]
- Prémio de História Curta: Risu Akizuki por OL Shinkaron e outras obras[24]
- Prémio Especial: Tarō Minamoto pelas obras pioneiras de mangas históricos e sua contribuição para a cultura da banda desenhada japonesa[25]

### 2005
- Grande Prémio: Naoki Urasawa por Pluto[26]
- Prémio de Criatividade: Fumiyo Kōno por Yūnagi no Machi, Sakura no Kuni[27]
- Prémio de História Curta: Rieko Saibara por Jōkyō Monogatari e Mainichi Kaasan[28]
- Prémio Especial: Museu da cidade de Kawasaki  pela coleção e preservação das obras do período Edo até aos dias atuais, e suas exposições[29]

### 2006
- Grande Prémio: Hideo Azuma por Shissō Nikki[30]
- Prémio de Criatividade: Asa Higuchi por Ōkiku Furikabutte[31]
- Prémio de História Curta: Risa Itō por Onna Ippiki Neko Futari, Oi Piitan!!, Onna no Mado e outras obras[32]
- Prémio Especial: Kousei Ono pelos longos anos introduzindo comics (banda desenhada) do estrangeiro para o Japão, como um comentador de manga.[33]

### 2007
- Grande Prémio: Ryoko Yamagishi por Maihime Terpsichora[34]
- Prémio de Criatividade: Nobuhisa Nozoe, Kazuhisa Iwata e Kyojin Ōnishi por Shinsei Kigeki[35]
- Prémio de História Curta: Hiromi Morishita por Ōsaka Hamlet[36]

### 2008
- Grande Prémio: Masayuki Ishikawa por Moyashimon
- Prémio de Criatividade: Toranosuke Shimada por Träumerei
- Prémio de História Curta: Yumiko Ōshima por GūGū Datte Neko De Aru (Cher Gou-Gou...mon petit chat, mon petit ami
- Prémio Especial: Instituto Internacional de Literatura Infanto-Juvenil, prefeitura de Ósaca

### 2009
- Grande Prémio: Fumi Yoshinaga por Ōoku
- Grande Prémio: Yoshihiro Tatsumi por Gekiga Hyōryū
- Prémio de História Curta: Hikaru Nakamura por Saint Onii-san
- Prémio de Novo Artista: Suehiro Maruo por Panorama-tō Kitan

### 2010
- Grande Prémio: Yoshihiro Yamada por Hyōge Mono
- Prémio de História Curta: Mari Yamazaki por Thermae Romae
- Prémio de Novo Artista: Haruko Ichikawa por Mushi to Uta
- Prémio Especial: Yoshihiro Yonezawa  pelas grandes conquistas de coleção e pelos comentários de materiais básicos da pesquisa de banda desenhada.

### 2011
- Grande Prémio: Motoka Murakami por Jin
- Grande Prémio: Issei Eifuku e Taiyo Matsumoto por Takemitsu Zamurai
- Prémio de Novo Artista: Hiromu Arakawa por Fullmetal Alchemist
- Prémio de Obra Curta: Keisuke Yamashina por C-kyū Salaryman Kōza, Papa wa Nanda ka Wakaranai, e outros mangas do género salaryman.

### 2012
- Grande Prémio: Hitoshi Iwaaki por Historie
- Prémio de Novo Artista: Yu Itō por Shut Hell
- Prémio de Obra Curta: Roswell Hosoki por Sake no Hosomichi, e outros mangas.
- Prémio Especial: Weekly Shōnen Jump

### 2013
- Grande Prémio: Yasuhisa Hara por Kingdom
- Prémio de Novo Artista: Miki Yamamoto por Sunny Sunny Ann!
- Prémio de Obra Curta: Yoshiie Gōda por Kikai-Jikake no Ai

### 2014
- Grande Prémio: Chica Umino por Sangatsu no Lion
- Prémio de Novo Artista: Machiko Kyō por Mitsuami no Kamisama
- Prémio de Obra Curta: Yūki Shikawa por Onnoji
- Prémio Especial: Fujiko Fujio (A) por Manga Michi e Ai... Shirisomeshi Koro ni...
- Prémio dos Leitores: Chūya Koyama por Uchū Kyōdai

### 2015
- Grande Prémio: Yoriko Hoshi por Aizawa Riku[37][38]
- Prémio de Novo Criador: Yoshitoki Ōima por Koe no Katachi
- Prémio de Obra Curta: Sensha Yoshida por Okayu Neko
- Prémio Especial: Chikako Mitsuhashi por Chīsana Koi no Monogatari

### 2016
- Grande Prémio: Kei Ichinoseki por Hanagami Sharaku e Kiyohiko Azuma por Yotsuba&![39]
- Prémio de Novo Criador: Yuki Andō por Machida-kun no Sekai
- Prémio de Obra Curta: Tatsuya Nakazaki por Jimihen
- Prémio Especial: Museu Internacional de Manga de Quioto em reconhecimento ao seu décimo aniversário e por suas contribuições na cultura do manga.

### 2017
- Grande Prémio: Fusako Kuramochi por Hana ni Somu[40]
- Prémio de Novo Criador: Haruko Kumota por Shōwa Genroku Rakugo Shinjū
- Prémio de Obra Curta: Kahoru Fukaya por Yomawari Neko
- Prémio Especial: Osamu Akimoto por Kochira Katsushika-ku Kameari Kōen-mae Hashutsujo

### 2018
- Grande Prémio:: Satoru Noda por Golden Kamuy[41]
- Prémio de Novo Criador: Paru Itagaki por Beastars
- Prémio de Obra Curta: Taro Yabe por Oya-san to Boku
- Prémio Especial: Tetsuya Chiba por Ashita no Joe

### 2019
- Grande Prémio: Shinobu Arima por Sono Onna, Jitterbug[42]
- Prémio de Novo Criador: Sansuke Yamada por Areyo Hoshikuzu
- Prémio de Obra Curta: Ken Koyama por Seiri-chan
- Prémio Especial: Takao Saito por Golgo 13 em reconhecimento ao quinquagésimo aniversário

### 2020
- Grande Prémio: Kan Takahama por Nyx no Lantern[43]
- Prémio de Novo Criador: Rettō Tajima por Mizu wa Umi ni Mukatte Nagareru
- Prémio de Obra Curta: Yama Wayama por Muchū sa, Kimi ni
- Prémio Especial: Machiko Hasegawa em reconhecimento ao que seria seu centésimo aniversário em 20 de janeiro

### 2021
- Grande Prémio: Kazumi Yamashita por Land[44]
- Prémio de Novo Criador: Kanehito Yamada e Tsukasa Abe por Sōsō no Frieren
- Prémio de Obra Curta: Hiroko Nobara por Kieta Mama Tomo e Tsuma wa Kuchi o Kiite Kuremasen
- Prémio Especial: Koyoharu Gotouge por criar um fenómeno social com Kimetsu no Yaiba